# 리치 애시번
돈 리처드 "리치" 애시번(Don Richard "Richie" Ashburn, 1927년 3월 19일 ~ 1997년 9월 9일)은 미국의 전 프로 야구 선수로, 메이저 리그 베이스볼(MLB)에서 주로 중견수로 뛰었다. 통산 15시즌 동안 필라델피아 필리스, 시카고 컵스, 그리고 뉴욕 메츠에서 활약했다. 통산 2,574안타, 29홈런, 586타점, .308의 타율을 기록했다. 1995년 미국 야구 명예의 전당에 입성했다.